# Lịch sử quân sự Việt Nam
Lịch sử quân sự Việt Nam hay Quân sử Việt Nam là quá trình hình thành và phát triển các hoạt động quân sự trong suốt chiều dài lịch sử của Việt Nam, bắt đầu từ thời kỳ Văn Lang cho đến nay. Lịch sử quân sự Việt Nam bao gồm các cuộc chiến tranh với các quốc gia bên ngoài, bao gồm các nước láng giềng, các cuộc nội chiến và các cuộc nội chiến có sự can thiệp từ bên ngoài.
Truyền thống quân sự là nét nổi bật nhất của lịch sử Việt Nam. Lịch sử quân sự Việt Nam xuất hiện từ buổi đầu dựng nước, có một quá trình phát triển liên tục, chủ yếu do nhu cầu chống ngoại xâm, luôn gắn liền trong mối quan hệ giữa chiến tranh và hoà bình, giữa dựng nước và giữ nước. Lịch sử quân sự là nội dung biểu hiện đậm nét nhất trong lịch sử Việt Nam.

## Tổng quan
Lịch sử quân sự Việt Nam gồm 4 giai đoạn chủ yếu:
- Giai đoạn I: hay giai đoạn Văn Lang - Âu Lạc, bắt đầu từ khởi thủy, được mô tả trong truyền thuyết Thánh Gióng chống quân Ân xâm lược[1] trong thời đại Văn Lang, trải qua các cuộc chiến tranh trong thế kỷ 3 và thế kỷ 2 TCN với nhà Tần, Nam Việt[2] và nhà Hán.[3]
- Giai đoạn II: là thời kỳ Bắc thuộc, người Việt đối kháng liên tục chống các triều đại của Trung Quốc để giành lấy độc lập. Giai đoạn này các cuộc nổi dậy đều thất bại, hoặc kéo dài không lâu, Trung Quốc tái lập lại quyền thống trị.
- Giai đoạn III: từ thế kỷ 10 đến thế kỷ 19 là lịch sử quân sự Việt Nam dưới các triều đại phong kiến tự chủ, nổi bật các cuộc chiến tranh với các nước láng giềng, kéo dài cho đến năm 1858.
- Giai đoạn IV: từ năm 1858 từ khi Pháp chính thức tiến hành xâm lược cho đến nay, thời kỳ này hầu hết là các cuộc chiến tranh giành độc lập.

Vị trí địa lý của Việt Nam nằm tiếp cận với các láng giềng Trung Quốc và vùng Đông Nam Á nên các mối quan hệ diễn ra trong lịch sử bao gồm các cuộc chiến tranh hầu hết liên quan khu vực này. Đến thế kỷ 19, cũng như các nước châu Á khác, Việt Nam trở thành mục tiêu xâm lược của chủ nghĩa đế quốc phương Tây, về sau trở thành địa bàn tranh chấp địa-chính trị của các nước lớn. Lịch sử quân sự Việt Nam tập trung vào việc giải phóng dân tộc, và hiện nay tập trung vào mục tiêu bảo đảm độc lập, thống nhất, chủ quyền và toàn vẹn lãnh thổ quốc gia.

## Giai đoạn Văn Lang - Âu Lạc
Sự kiện quân sự đầu tiên được mô tả trong lịch sử là truyền thuyết Thánh Gióng "đánh giặc Ân", được xem là sự kiện chống ngoại xâm đầu tiên của Việt Nam. Sự kiện này diễn ra trong thời kỳ Văn Lang. Các sự kiện được xem là xác tín hơn về mặt lịch sử là cuộc Chiến tranh Tần-Việt diễn ra giữa nhà Tần và các tộc Bách Việt, trong đó có liên quan đến bộ phận Lạc Việt và Âu Việt. Về sau, nước Âu Lạc của An Dương Vương đối mặt với cuộc tấn công của Nam Việt, thất bại trong Trận thành Cổ Loa năm 179 TCN, và tiếp sau đó là Nam Việt bị nhà Hán tiêu diệt vào năm 111 TCN, Âu Lạc rơi vào tay nhà Hán, đánh dấu lịch sử Việt Nam bước sang thời kỳ Bắc thuộc kéo dài hơn 1.000 năm.

## Giai đoạn Bắc thuộc

### Tổng quan
Thất bại của An Dương Vương trong cuộc chiến chống Triệu Đà đã dẫn đến Âu Lạc sụp đổ và người Việt bị phong kiến phương Bắc qua nhiều triều đại như Triệu, Hán, Ngô, Tấn, Lưu Tống, Nam Tề, Lương, Trần, Tuỳ và Đường đô hộ. Thời Bắc thuộc này kéo dài hơn 1000 năm.
Từ cuộc khởi nghĩa của Hai Bà Trưng năm 42-43, Bà Triệu năm 248 chưa thành công cho đến Khởi nghĩa Lý Bí thành công ban đầu dẫn đến sự thành lập Nhà nước Vạn Xuân, kháng chiến chống Lương (545-550), chống Tuỳ (602) cùng với các cuộc khởi nghĩa lớn chống chính quyền đô hộ nhà Đường như khởi nghĩa của Lý Tự Tiên và Đinh Kiến (687), của Mai Thúc Loan (722), của Phùng Hưng (766 - 791), của Dương Thanh (819 - 820) và cuộc nổi dậy khôi phục chính quyền tự chủ của Khúc Thừa Dụ (905) là những sự kiện lịch sử quân sự tiêu biểu trong quá trình chống Bắc thuộc và chống đồng hoá của người Việt.

### Các sự kiện chính
Khởi nghĩa Hai Bà Trưng là cuộc khởi nghĩa quy mô lớn đầu tiên trong thời Bắc thuộc, làm sụp đổ chính quyền nhà Hán đô hộ, nhưng không lâu sau, lực lượng 20.000 quân Hán do Mã Viện chỉ huy, triển khai khắp đất Việt để dẹp loạn, quân Hai Bà Trưng thất bại và cuộc khởi nghĩa chấm dứt.
Hai thế kỷ sau, một cuộc khởi nghĩa quy mô nổi lên do Bà Triệu lãnh đạo, chính quyền Đông Ngô tạm thời mất kiểm soát đất Việt, tướng Lục Dận mang 8.000 quân Ngô vào đất Việt dập tắt cuộc khởi nghĩa.
Triệu Quang Phục đánh bại quân Lương năm 550 nhưng Nhà nước Vạn Xuân của người Việt tồn tại không lâu thì năm 602, nhà Tùy cho 27 doanh quân gần 100.000 quân Tùy do tướng Lưu Phương chỉ huy sang tiến công, tái lập nền đô hộ.
Hai cuộc kháng chiến chống Nam Hán các năm 931 và 938 do Dương Đình Nghệ và Ngô Quyền lãnh đạo đã khẳng định quyết tâm giành và giữ độc lập tự do của cả dân tộc Việt Nam. Chiến thắng Bạch Đằng đánh bại 20.000 thủy quân Nam Hán do Lưu Hoằng Tháo chỉ huy vào năm 938 là cột mốc lớn kết thúc giai đoạn mất nước, mở ra thời kỳ phát triển mới của lịch sử quân sự Việt Nam.

## Giai đoạn Phong kiến độc lập tự chủ
Giai đoạn này tính từ năm 938 sau khi đánh bại Nam Hán và nhà Ngô thành lập kéo dài khoảng 10 thế kỷ tiếp theo, lịch sử quân sự Việt Nam trong quan hệ với Trung Quốc không còn yếu tố đối kháng giành độc lập, mà là kiên trì bảo vệ nền độc lập trước các cuộc tấn công của Trung Quốc. Suốt thời kỳ này lịch sử Việt Nam song hành cùng 4 triều đại quân chủ tập quyền của Trung Quốc là Tống, Nguyên, Minh, Thanh, mỗi triều đại đều đã có chiến tranh với Việt Nam. Các sự kiện chiến tranh diễn ra dưới các triều đại Việt Nam Tiền Lê, Lý, Trần, Hồ, Hậu Lê, Tây Sơn.

### Chiến tranh với Trung Quốc

#### Chiến tranh với Tống
- Xem thêm: Quân đội Đại Tống; Quân đội nhà Lý

Đại Tống đã lệnh tướng Hầu Nhân Bảo mang 30.000 quân tiến vào Đại Việt trong cuộc Chiến tranh Tống–Việt lần thứ nhất năm 981 nhưng thất bại trước Lê Hoàn. Sự kiện này diễn ra dưới thời Tiền Lê của Đại Việt.
Cuộc chiến tranh lần thứ hai giữa Tống và Việt từ năm 1075 đến 1077 xảy ra quy mô hơn nhiều. Gồm hai giai đoạn chính, giai đoạn đầu 100.000 quân thủy-bộ Đại Việt do Lý Thường Kiệt chỉ huy tấn công quân Tống ở miền Nam Trung Quốc trong một chiến dịch phủ đầu nhằm đập tan kế hoạch tiến công Đại Việt của Tống. Giai đoạn hai, quân Tống phản công với 200.000 binh lính và 200.000 phu dịch do Quách Quỳ chỉ huy. Quân nhà Lý phòng thủ thành công, quân Tống bị chặn đứng tại phòng tuyến sông Như Nguyệt không thể tiếp tục tiến về phía nam. Chiến tranh chấm dứt khi hai bên đồng ý một thỏa thuận và Tống rút quân.

#### Chiến tranh với Mông - Nguyên
- Xem thêm: Tổ chức và chiến thuật quân sự của quân đội Đế quốc Mông Cổ, Quân đội Đại Nguyên; Quân đội nhà Trần

Quân Mông Cổ trong quá trình chinh phạt Nam Tống đã yêu sách Đại Việt cho mượn đường hành binh nhưng bị từ chối. Năm 1258, Ngột Lương Hợp Thai dẫn đầu 30.000 quân Mông Cổ tấn công Đại Việt, chiếm được Thăng Long, kinh đô triều Trần nhưng đối mặt với sách lược chiến tranh "Vườn không nhà trống", chịu nhiều tổn thất nên cuối cùng phải rút quân.
Mông Cổ thành lập Đại Nguyên năm 1271, sau khi hoàn tất chinh phục Trung Nguyên, vào năm 1285 họ tấn công Đại Việt lần thứ hai, với đạo quân đông đảo thủy-bộ 500.000 lính chiến và phu dịch, do Vân Nam Vương Thoát Hoan làm thống soái. Đại Việt tiến hành chiến tranh toàn dân huy động cả nước, trong đó từ 200.000 đến 300.000 quân chống lại quân Nguyên, tiếp tục sử dụng sách lược "Vườn không nhà trống". Nhà Trần đạt bước tiến đáng kể với tập Binh thư yếu lược do Hưng Đạo Đại vương Trần Quốc Tuấn soạn ra để dạy binh tướng. Ông còn có tay trong việc đôn đốc binh sĩ, hun đúc tinh thần qua bản Hịch tướng sĩ.
Nhà Trần đã thực hiện việc chuẩn bị chiến tranh từ sớm và thực thi sách lược đánh lâu dài, quân Nguyên cuối cùng rút lui nhưng nhanh chóng trở lại vào năm 1288 trong cuộc tấn công Đại Việt lần thứ ba với 300.000 quân, lần này họ chuẩn bị hậu cần tốt hơn nhưng vẫn thất bại.

#### Chiến tranh với Minh
- Xem thêm: Quân đội Đại Minh; Quân đội nhà Hồ, Quân đội nhà Lê

Khác với nhà Lý và nhà Trần trong các giai đoạn trước, nhà Hồ dựng lên ở Đại Việt không được lòng dân chúng, nhà Minh lấy việc cướp ngôi làm cớ xâm lược, nên không giống như nhà Lý và nhà Trần có thể tập hợp sức mạnh toàn dân đánh quân phương Bắc, nhà Hồ nhanh chóng bại trận. Động cơ của nhà Minh là tái lập đất Việt thành lãnh thổ của Trung Quốc, đã đưa ra hàng loạt lý do hạch tội vua nhà Hồ để làm lợi thế tâm lý trước dân chúng người Việt. Năm 1407, Trương Phụ chỉ huy 200.000 quân tấn công đất Việt, lúc này quốc hiệu là Đại Ngu, quân Hồ bại trận và người Việt mất nước trong 20 năm tiếp theo. Nhưng suốt thời gian này nền thống trị của Minh chưa bao giờ yên ổn, quân Hậu Trần nổi lên sau đó là khởi nghĩa Lam Sơn tấn công chính quyền đô hộ liên tục. Trong tình thế nguy ngập, viện binh của quân Minh 100.000 lính do Liễu Thăng và Mộc Thạnh chỉ huy đến đất Việt hỗ trợ Vương Thông, nhưng tất cả đều bị đánh bại. Thời kỳ đô hộ của Minh chấm dứt, nhà Lê dựng lên vào năm 1428, với quân đội hiện dịch được ghi nhận là 350.000 người khi vừa giành được độc lập.

#### Chiến tranh với Thanh
- Xem thêm: Quân đội Mãn Thanh; Quân đội Tây Sơn

Không giống như việc đối mặt với Tống, Nguyên, Minh vào thời gian các triều đại này vừa thành lập, chiến tranh với Thanh diễn ra muộn hơn. Nhà Thanh thành lập năm 1644, nhưng đến 1788-1789 mới mang quân vào Đại Việt với lý do phục hồi nhà Lê, theo sử Việt, ước tính 290.000 quân Thanh đã triển khai tới Đại Việt.
Bằng một cuộc tấn công thần tốc hoàng đế Quang Trung đã chỉ huy 100.000 quân Tây Sơn đánh bại quân Thanh, trong đó trận đánh quy mô lớn là Trận Ngọc Hồi – Đống Đa, quyết định thất bại cho quân chiếm đóng.
Hoàng đế Càn Long hạ lệnh huy động 500.000 quân 9 tỉnh phía nam chuẩn bị tấn công Đại Việt lần thứ hai nhưng qua các hoạt động ngoại giao của Tây Sơn, sự cạn kiệt quốc khố của Thập đại chiến dịch mà nhà Thanh cuối cùng quyết định bãi binh.
Quân Mãn Thanh triển khai một lần nữa đến Đại Việt vào năm 1885 với vai trò đáp ứng lời cầu cứu của nhà Nguyễn chống Pháp, cũng như chiến sự tại Đại Việt là một phần của Chiến tranh Pháp-Thanh vốn dĩ diễn ra tại miền Nam Trung Quốc, tại Trận Lạng Sơn 20.000 quân Thanh bị Pháp đánh bại, chiến tranh chấm dứt với sự thất bại của nhà Thanh.

## Giai đoạn 1858 đến nay
Lịch sử quân sự Việt Nam bước sang giai đoạn chống thực dân Pháp xâm lược. Hoạt động quân sự của dân tộc Việt trong giai đoạn này chủ yếu là đấu tranh vũ trang của quân và dân cả nước chống lại ách áp bức bóc lột của chủ nghĩa thực dân, giành độc lập tự do. Đó là cuộc kháng chiến chống Pháp dưới sự lãnh đạo của một số vị vua có tinh thần yêu nước thuộc triều đình nhà Nguyễn, của các sĩ phu hoặc những nhà yêu nước nửa cuối thế kỷ XIX đầu thế kỷ XX; là hoạt động vũ trang cách mạng của nhân dân ta dưới sự lãnh đạo của Đảng Cộng sản Việt Nam và Chủ tịch Hồ Chí Minh trong quá trình vận động tiến tới Cách mạng tháng 8 năm 1945. Ngày 2-9-1945, tại quảng trường Bà Đình (Hà Nội), Chủ tịch Hồ Chí Minh đọc Tuyên ngôn độc lập, tuyên bố khai sinh nước Việt Nam dân chủ cộng hoà.